# 英语帝国主义
英语帝國主義是语言帝国主义的一种。现代社会英语的广泛使用引起了各种问题，从历史的角度提出了此概念。

## 定义
Robert Phillipson在Linguistic Imperialism一书中定义是：
在英语和其他语言之间，由于结构和文化方面的不平等而确立并不断重构，长期维持的支配地位。
Phillipson的理论评论了英语的历史性扩张。英语作为一种长期保持支配地位的国际语言，尤其是在殖民地时代后的印度、巴基斯坦、乌干达、津巴布韦等国；不仅如此，英语在大陆欧罗巴也越发显示出“新殖民主义”。
Phillipson理论的中心主题是他所谓的复杂的支配过程——在今日世界不断维持英语的杰出地位。其书分析了英国文化协会使用辞令去推进英语，并讨论了英语应用语言学和英语语言教学方法论的若干关键原则，包括：
- 英语最好单语主义教学
- 理想的老师是以英语为母语者
- 学习英语越早，效果越好
- 学习英语越多，效果越好
- 其他语言英语过多，英语水平会下降

推广英语的组织如英国文化协会、國際貨幣基金組織和世界银行，与个体，还持有以下三种论点：
- Intrinsic arguments：英语幸运、丰富、贵族、有趣。该论点认为英语如此而其他语言不然。
- Extrinsic arguments：英语已被广泛接受，世界有许多操英语者、训练有素的教师和教学素材的财富。
- Functional arguments：英语的效用是通往世界的大门。

其他论点还有英语的经济效用、思想功能、英语的状态代表材料进步及效率。
Phillipson工作的另一个主题是“语言主义”——种种歧视将导致濒危语言灭绝或失去其本地地位。

## 表现

### 中国大陆
中华人民共和国建立初期，由于与苏联的紧密关系，当时曾经“全民学俄语”。后来中苏交恶、改革开放，英语的地位不断上升，高考英语、英语四六级对于学生都是十分重要。